# 梅諾米尼縣 (密西根州)
梅諾米尼县（英語：Menominee County）是美國密西根州上半島南部的一個縣，南鄰威斯康辛州，東南臨綠灣。面積3,465平方公里。根據美國2000年人口普查，共有人口25,326人。縣治梅諾米尼。
成立於1861年3月15日，原名Blecker縣，1863年3月19日改名。縣名來自梅諾米尼河（紀念阿爾岡金族的一支，族名意思是「吃野米的人」）。。